# Cyrtolabulus tussaci
Cyrtolabulus tussaci är en stekelart som beskrevs av Giordani Soika 1989. Cyrtolabulus tussaci ingår i släktet Cyrtolabulus och familjen Eumenidae. Inga underarter finns listade i Catalogue of Life.